# Maarten Schmidt
Maarten Schmidt [mártin šmít], nizozemsko-ameriški astronom, * 28. december 1929, Groningen, Nizozemska, † 17. september 2022
Schmidt je bil najbolj znan po merjenju razdalj kvazarjev.

## Življenje in delo
Diplomiral je na Univerzi v Groningenu. Doktoriral je leta 1956 na Univerzi v Leidnu pod Oortovim mentorstvom.
Leta 1959 je odšel v ZDA in začel delati na Caltech. V začetku je raziskoval porazdelitev mase in dinamiko galaksij. S tega obdobja je pomembna formulacija, ki je postala znana kot Kennicutt-Schmidtov zakon o povezavi gostote medzvezdnega plina s stopnjo nastanka zvezd v plinu. Kasneje je začel raziskovati spekter radijskih virov.
Leta 1963 je s pomočjo znanega 5080 mm (200 palčnega) Haleovega zrcalnega daljnogleda na Observatoriju Mt. Palomar odkril vidno telo, ki je odgovarjalo takšnim radijskim virom, znano kot 3C 273. Raziskal je tudi njegov vidni spekter. Čeprav je podobnost z obliko zvezde nakazovala, da je telo zelo blizu, je spekter 3D 273 pokazal na njegov rdeči premik 0,158, tako da leži zelo daleč stran od naše Galaksije in ima izredno velik izsev. Schmidt je poimenoval 3C 273 »kvazi-zvezdni« radijski vir, leta 1964 pa je Chiu ta telesa poimenoval skrajšano kvazarji. Od tedaj so jih odkrili več tisoč. Schmidt je tako odkril veliko razdaljo kvazarjev in, da so bili v mladem Vesolju pogosti. To odkritje je poleg odkritja mikrovalovnega prasevanja pomenilo konec teorije mirujočega stanja.
Med letoma 1978 in 1980 je bil predstojnik Observatorija Mt. Palomar. Med letoma 1984 in 1986 je bil predsednik Ameriškega astronomskega društva.

## Priznanja
Schmidt je bil član Norveške akademije znanosti in Nacionalne akademije znanosti (ZDA).
11. marca 1966 so njegovo podobo prikazali na naslovnici revije Time.

### Nagrade in častni naslovi
- nagrada Helen B. Warner za astronomijo (1964)
- medalja Karla Schwarzschilda (1968)
- Rumfordova nagrada (1968)
- lektorat Henryja Norrisa Russlla (1978)
- zlata medalja Kraljeve astronomske družbe (1980)
- medalja Jamesa Craiga Watsona (1991)
- medalja Bruceove (1992)
- Kavlijeva nagrada za astrofiziko (2008)

### Poimenovanja
Po njem se imenuje asteroid 10430 Martschmidt.